# Porthmeia
Porthmeia is een geslacht van vlinders van de familie spinneruilen (Erebidae), uit de onderfamilie Lymantriinae.

## Soorten
- P. bicolora Bethune-Baker, 1908
- P. pyrozona Collenette, 1930
- P. subnigra Bethune-Baker, 1908